# Serpocaulon giganteum
Serpocaulon giganteum är en stensöteväxtart som först beskrevs av Nicaise Augustin Desvaux, och fick sitt nu gällande namn av Alan Reid Smith. Serpocaulon giganteum ingår i släktet Serpocaulon och familjen Polypodiaceae. Inga underarter finns listade.